# Octobre (groupe de rock)
Pour les articles homonymes, voir Octobre (homonymie).
 (janvier 2014).
Si vous disposez d'ouvrages ou d'articles de référence ou si vous connaissez des sites web de qualité traitant du thème abordé ici, merci de compléter l'article en donnant les références utiles à sa vérifiabilité et en les liant à la section « Notes et références ».
Octobre est un groupe de rock français, fondé en 1981 par plusieurs membres du groupe Marquis de Sade. 

## Biographie
Le groupe sort un premier mini album en 1982 Next year in Asia, après la séparation de Marquis de Sade,. Plus pop que Marquis de Sade, Octobre proposait un son moins sombre que son prédécesseur, nettement orienté vers la new-wave mélodique, voire le funk qui sera dominant dans le second album du groupe, Paolino Parc. Sur cet album le chanteur Éric Lanz cède sa place au chant à Patrick Vidal, un ancien membre du groupe Lyonnais Marie et les Garçons. À la suite de la sortie de ce disque le groupe effectuera un concert en première partie de David Bowie à l'Hippodrome d'Auteuil.
En 1981, avant la sortie en 1982 du premier LP, Frank Darcel, Eric Morinière et Thierry Alexandre travaillent ensemble pour le premier album d'Etienne Daho (Virgin) Mythomane. l'album est produit par Jacno.

## Membres
Octobre comprenait comme musiciens principaux :
- Frank Darcel : guitares et production
- Thierry Alexandre : basse
- Eric Morinière  : batterie
- Éric Lanz : chant (sur Next year In Asia)
- Patrick Vidal : chant (sur Paolino Parc)

## Discographie[5]
Album
EP et Singles